# (I Like) The Way You Love Me
"(I Like) The Way You Love Me" là phiên bản phối lại của "The Way You Love Me", một ca khúc của nghệ sĩ thu âm người Mỹ Michael Jackson, nằm trong album Michael.

## Danh sách track
| Digital Download | Digital Download                               | Digital Download |
| STT              | Nhan đề                                        | Thời lượng       |
| ---------------- | ---------------------------------------------- | ---------------- |
| 1.               | "(I Like) The Way You Love Me" (Album Version) | 4:33             |
| Tổng thời lượng: | Tổng thời lượng:                               | 4:33             |

## Bảng xếp hạng
| BXH (2011)             | Vị trí cao nhất |
| ---------------------- | --------------- |
| Italia Airplay Top 100 | 64              |